# Biosfeerreservaat Darwin
Biosfeerreservaat Darwin of Biosfeerreservaat Darvinsky (Russisch: Дарвинский государственный природный биосферный заповедник), is een strikt natuurreservaat gelegen in het westen van Europees Rusland en valt binnen de Oblast Jaroslavl en Oblast Vologda. De oprichting tot zapovednik vond plaats op 18 juli 1945 per decreet van de Raad van Volkscommissarissen van de Russische SFSR. Het reservaat werd vernoemd naar de Engelse natuuronderzoeker Charles Darwin, grondlegger van de evolutietheorie. Bovendien werd het gebied in 2002 aan de lijst van biosfeerreservaten toegevoegd onder het Mens- en Biosfeerprogramma (MAB) van UNESCO. De huidige oppervlakte van het gebied bedraagt 1.126,73 km². Ook werd er een bufferzone van 552,78 km² ingesteld.

## Geschiedenis en doel van oprichting
Biosfeerreservaat Darwin is gelegen aan de westelijke oevers van het in 1941 voltooide Stuwmeer van Rybinsk. Twee dammen werden gebouwd die de Wolga en haar twee belangrijke zijrivieren, Mologa en Sjeksna, blokkeerde. Hierdoor werden de laaglanden ervoor opgevuld met water en werd het Stuwmeer van Rybinsk opgevuld. Het reservaat werd opgericht in 1945 om naast de algemene taak van natuurbescherming, de veranderingen in de natuur te bestuderen als gevolg van de bouw van het stuwmeer. Op aanvulling van deze activiteiten werd er in 1963 een experimentele kwekerij opgezet voor het houden en fokken van auerhoenders (Tetrao urogallus) in gevangenschap. Van de 1.126,73 km² ligt 454,54 km² in het Stuwmeer van Rybinsk.

## Flora en fauna
De flora in Biosfeerreservaat Darwin wordt grotendeels beïnvloedt door de ligging van het reservaat in de zuidelijke taiga. Er zijn 590 vaatplanten vastgesteld, waarvan er 37 op de Russische rode lijst van bedreigde soorten staan, zoals de Siberische lis (Iris sibirica). Grote delen van het gebied bestaan uit drassige veenmoerassen en verschillende bostypen. Belangrijke bosvormende soorten zijn de zachte berk (Betula pubescens), grove den (Pinus sylvestris), fijnspar (Picea abies), esp (Populus tremula), witte els (Alnus incana) en zwarte els (Alnus glutinosa).
De dierenwereld wordt gekenmerkt door soorten die voorkomen in de Europese boreale zone. Biosfeerreservaat Darwin is de thuisbasis voor 37 zoogdiersoorten, waaronder bruine beer (Ursus arctos), bunzing (Mustela putorius), boommarter (Martes martes), eland (Alces alces) en wild zwijn (Sus scrofa). Ook zijn er 230 vogelsoorten vastgesteld. Algemeen zijn het auerhoen (Tetrao urogallus) en korhoen (Lyrurus tetrix) en ook broeden er visarenden (Pandion haliaetus), zeearenden (Haliaeetus albicilla), groenpootruiters (Tringa nebularia), bosruiters (Tringa glareola), taigagaaien (Perisoreus infaustus), noordse nachtegalen (Luscinia luscinia) en kepen (Fringilla montifringilla). De visarend staat bovendien op het embleem van Biosfeerreservaat Darwin.